# Juniorvärldsmästerskapet i ishockey 1983
Juniorvärldsmästerskapet i ishockey 1983, JVM i ishockey 1983, var den sjunde upplagan av Juniorvärldsmästerskapet i ishockey som arrangerades av IIHF. 
Mästerskapet avgjordes i tre divisioner som A-, B- och C-JVM. Dessa divisioner spelades som två turneringar:
A-JVM spelades i Leningrad, Sovjetunionen, under perioden 22 december 1982 - 4 januari 1983.
B-JVM i Anglet, Frankrike, under perioden 14 - 20 mars 1983.
C-JVM i Bukarest, Rumänien, under perioden 3 - 9 mars 1983.
I och med att totalt tjugo lag anmälde sig till detta år JVM, infördes en ny grupp C. Spelordingen för Grupp A förändrades inte jämfört med föregående år. För grupp B innebar årets spelform en tillbakagång till 1981 seplform med spel i två grupper för att avgöra uppflyttning respektive nedflyttning från gruppen. I Grupp C spelade man en dubbelserie där alla mötte alla två gånger och där slutsegraren i tabellen flyttades upp i B-gruppen.
Sovjetunionen vann sitt femte JVM-guld, medan Tjeckoslovakien och Kanada vann silver- respektive bronsmedaljer.
| A-JVM 1983 | A-JVM 1983      |
| ---------- | --------------- |
| Guld       | Sovjetunionen   |
| Silver     | Tjeckoslovakien |
| Brons      | Kanada          |
| 4.         | Sverige         |
| 5.         | USA             |
| 6.         | Finland         |
| 7.         | Västtyskland    |
| 8.         | Norge           |

| B-JVM 1983 | B-JVM 1983    |
| ---------- | ------------- |
| 9.         | Schweiz       |
| 10.        | Japan         |
| 11.        | Polen         |
| 12.        | Österrike     |
| 13.        | Frankrike     |
| 14.        | Nederländerna |
| 15.        | Danmark       |
| 16.        | Italien       |

| C-JVM 1983 | C-JVM 1983 |
| ---------- | ---------- |
| 17.        | Rumänien   |
| 18.        | Bulgarien  |
| 19.        | Ungern     |
| 20.        | Australien |

## A-JVM

### Spelordning
Turneringen avgjordes genom att lagen spelade en serie där alla lagen mötte alla. Det lag som efter sju omgångar placerade sig på första plats i tabellen utropades till juniorvärldsmästare i ishockey. Alla lag spelade sju matcher, där vinst gav två poäng, oavgjord en poäng och där inbördes möte gällde innan man delade på lag genom målskillnad i tabellen.

### Resultat
Alla matcer spelades i Leningrad.
| Datum            | Match                           | Res.   | Periodres.  |
| ---------------- | ------------------------------- | ------ | ----------- |
| 26 december 1982 | Kanada - Västtyskland           | 4 - 0  | 0-0,3-0,1-0 |
| 26 december 1982 | Sverige - Finland               | 4 - 6  | 0-0,2-2,2-4 |
| 26 december 1982 | Sovjetunionen - Norge           | 10 - 1 | 4-0,3-1,3-0 |
| 26 december 1982 | Tjeckoslovakien - USA           | 6 - 4  | 3-0,3-1,0-3 |
| 27 december 1982 | Kanada - USA                    | 4 - 2  | 2-2,1-0,1-0 |
| 27 december 1982 | Finland - Norge                 | 10 - 2 | 3-0,3-0,4-2 |
| 27 december 1982 | Sovjetunionen - Tjeckoslovakien | 4 - 3  | 1-0,2-2,1-1 |
| 27 december 1982 | Västtyskland - Sverige          | 2 - 4  | 0-0,1-2,1-2 |
| 29 december 1982 | Kanada - Finland                | 6 - 3  | 3-1,1-1,2-1 |
| 29 december 1982 | USA - Sverige                   | 1 - 4  | 0-0,0-1,1-3 |
| 29 december 1982 | Sovjetunionen - Västtyskland    | 12 - 0 | 7-0,2-0,3-0 |
| 29 december 1982 | Tjeckoslovakien - Norge         | 9 - 2  | 3-2,2-0,4-0 |
| 30 december 1982 | Kanada - Sovjetunionen          | 3 - 7  | 0-3,1-3,2-1 |
| 30 december 1982 | Sverige - Tjeckoslovakien       | 2 - 4  | 0-1,1-2,1-1 |
| 30 december 1982 | Västtyskland - Norge            | 4 - 2  | 1-0,1-0,2-2 |
| 30 december 1982 | Finland - USA                   | 2 - 4  | 0-2,0-1,2-1 |
| 1 januari 1983   | Sverige - Norge                 | 15 - 3 | 1-1,6-2,8-0 |
| 1 januari 1983   | Sovjetunionen - USA             | 5 - 3  | 1-0,2-1,2-2 |
| 1 januari 1983   | Tjeckoslovakien - Kanada        | 7 - 7  | 1-1,6-5,0-1 |
| 1 januari 1983   | Finland - Västtyskland          | 9 - 1  | 1-0,5-1,3-0 |
| 2 januari 1983   | USA - Norge                     | 8 - 3  | 3-2,3-0,2-1 |
| 2 januari 1983   | Tjeckoslovakien - Västtyskland  | 9 - 0  | 2-0,6-0,1-0 |
| 2 januari 1983   | Sverige - Kanada                | 5 - 2  | 3-0,1-1,1-1 |
| 2 januari 1983   | Sovjetunionen - Finland         | 7 - 2  | 0-1,3-1,4-0 |
| 4 januari 1983   | Kanada - Norge                  | 13 - 0 | 5-0,6-0,2-0 |
| 4 januari 1983   | Tjeckoslovakien - Finland       | 5 - 3  | 2-1,2-0,1-2 |
| 4 januari 1983   | Sovjetunionen - Sverige         | 5 - 1  | 1-1,2-0,2-0 |
| 4 januari 1983   | USA - Västtyskland              | 6 - 5  | 1-3,2-1,4-0 |

### Slutresultat
| P  | Lag             | S | V | O | F | Mål   | Poäng |
| -- | --------------- | - | - | - | - | ----- | ----- |
| 1. | Sovjetunionen   | 7 | 7 | 0 | 0 | 50-13 | 14    |
| 2. | Tjeckoslovakien | 7 | 5 | 1 | 1 | 43-22 | 11    |
| 3. | Kanada          | 7 | 4 | 1 | 2 | 39-24 | 9     |
| 4. | Sverige         | 7 | 4 | 0 | 3 | 35-23 | 8     |
| 5. | USA             | 7 | 3 | 0 | 4 | 28-29 | 6     |
| 6. | Finland         | 7 | 3 | 0 | 4 | 35-29 | 6     |
| 7. | Västtyskland    | 7 | 1 | 0 | 6 | 12-46 | 2     |
| 8. | Norge           | 7 | 0 | 0 | 7 | 13-59 | 0     |

### Skytteliga
| Spelare          | Land            | GP | G  | A | Pts |
| ---------------- | --------------- | -- | -- | - | --- |
| Vladimír Ruzicka | Tjeckoslovakien |    | 12 | 8 | 20  |
| Herman Volgin    | Sovjetunionen   |    | 11 | 3 | 14  |
| Tomas Sandström  | Sverige         |    | 9  | 3 | 12  |
| Oleg Starkov     | Sovjetunionen   |    | 6  | 6 | 12  |
| Dave Andreychuk  | Kanada          |    | 6  | 5 | 11  |

### Utnämningar

#### All-star lag
- Målvakt:  Matti Rautianen
- Backar:  Simo Saarinen,  Ilja Bjakin
- Forwards:  Tomas Sandström,  Vladimír Ružicka,  Herman Volgin

#### IIHFval av bäste spelare
- Målvakt:  Dominik Hašek
- Back:  Ilja Bjakin
- Forward:  Tomas Sandström

### Spelartrupper

#### Sverige
- Målvakter: Anders Bergman, Jacob Gustavsson
- Backar: Peter Andersson, Tommy Albelin, Roger Eliasson, Jens Johansson, Jan Karlsson, Mats Kihlström, Ulf Samuelsson
- Forwards: Kjell Dahlin, Per-Erik Eklund, Per Hedenström, Michael Hjälm, Erik Holmberg, Tommy Lehman, Jon Lundström, Magnus Roupé, Tomas Sandström, Anders Wikberg

## B-JVM
JVM 1983 Grupp B spelades i Anglet, Frankrike, och vanns av Schweiz, som flyttades upp i Grupp A inför kommande JVM.

### Slutresultat
| JVM 1983 - Grupp B | JVM 1983 - Grupp B |
| ------------------ | ------------------ |
| 1.                 | Schweiz            |
| 2.                 | Japan              |
| 3.                 | Polen              |
| 4.                 | Österrike          |
| 5.                 | Frankrike          |
| 6.                 | Nederländerna      |
| 7.                 | Danmark            |
| 8.                 | Italien            |

### Spelform
De åtta lagen delades upp i två pooler, A och B. De två lagen som slutade etta och två i respektive division avancerade fram till finalomgången, medan trean och fyran placerades i placeringsgruppen. I fortsättningsomgångarna tog lagen med sig resultat från kvalomgången. Det lag som placerade sig som etta i finalgruppen flyttades upp till Grupp A inför JVM i ishockey 1984. Sista laget i nedflyttningsgruppen flyttades ned till Grupp C inför JVM 1984.

### Inledande omgång

#### Pool A
| Datum | Match                     | Res.   | Periodres. |
| ----- | ------------------------- | ------ | ---------- |
|       | Japan - Österrike         | 6 - 3  |            |
|       | Nederländerna - Italien   | 11 - 6 |            |
|       | Österrike - Nederländerna | 8 - 4  |            |
|       | Italien - Japan           | 2 - 12 |            |
|       | Österrike - Italien       | 7 - 3  |            |
|       | Nederländerna - Japan     | 5 - 4  |            |

| Pool A        | Matcher | V | O | F | Mål   | Poäng |
| ------------- | ------- | - | - | - | ----- | ----- |
| Japan         | 3       | 2 | 0 | 1 | 22-10 | 4     |
| Österrike     | 3       | 2 | 0 | 1 | 18-13 | 4     |
| Nederländerna | 3       | 2 | 0 | 1 | 20-18 | 4     |
| Italien       | 3       | 0 | 0 | 3 | 11-30 | 0     |

#### Pool B
| Datum | Match               | Res.   | Periodres. |
| ----- | ------------------- | ------ | ---------- |
|       | Schweiz - Polen     | 6 - 2  |            |
|       | Frankrike - Danmark | 11 - 3 |            |
|       | Polen - Frankrike   | 6 - 3  |            |
|       | Danmark - Schweiz   | 1 - 10 |            |
|       | Schweiz - Frankrike | 6 - 5  |            |
|       | Polen - Danmark     | 10-2   |            |

| Pool B    | Matcher | V | O | F | Mål   | Poäng |
| --------- | ------- | - | - | - | ----- | ----- |
| Schweiz   | 3       | 3 | 0 | 0 | 22-8  | 6     |
| Polen     | 3       | 2 | 0 | 1 | 18-11 | 4     |
| Frankrike | 3       | 1 | 0 | 2 | 19-15 | 2     |
| Danmark   | 3       | 0 | 0 | 3 | 6-31  | 0     |

### Finalomgång
Lagen tar med sig resultat från tidigare möten med lag i gruppen. Markeras med grå bakgrundsfärg i tabellerna nedan.

#### Placeringsgrupp
| Datum | Match                     | Res.   | Periodres. |
| ----- | ------------------------- | ------ | ---------- |
|       | Danmark - Frankrike       | 3 - 11 |            |
|       | Italien - Nederländerna   | 6 - 11 |            |
|       | Frankrike - Italien       | 3 - 3  |            |
|       | Nederländerna - Danmark   | 6 - 6  |            |
|       | Danmark - Italien         | 5 - 4  |            |
|       | Frankrike - Nederländerna | 10 - 3 |            |

| Placeringar 5-8 | Matcher | V | O | F | Mål   | Poäng |
| --------------- | ------- | - | - | - | ----- | ----- |
| Frankrike       | 3       | 3 | 0 | 0 | 19-11 | 6     |
| Nederländerna   | 3       | 1 | 1 | 1 | 18-14 | 3     |
| Danmark         | 3       | 1 | 0 | 2 | 11-16 | 2     |
| Italien         | 3       | 0 | 1 | 2 | 13-18 | 1     |

#### Uppflyttningsgrupp
| Datum | Match               | Res.  | Periodres. |
| ----- | ------------------- | ----- | ---------- |
|       | Schweiz - Polen     | 6 - 2 |            |
|       | Japan - Österrike   | 6 - 3 |            |
|       | Polen - Japan       | 5 - 3 |            |
|       | Schweiz - Österrike | 6 - 2 |            |
|       | Japan - Schweiz     | 4 - 1 |            |
|       | Österrike - Polen   | 3 - 6 |            |

| Placeringar 5-8 | Matcher | V | O | F | Mål   | Poäng |
| --------------- | ------- | - | - | - | ----- | ----- |
| Schweiz         | 3       | 2 | 0 | 1 | 13-8  | 4     |
| Japan           | 3       | 2 | 0 | 1 | 13-9  | 4     |
| Polen           | 3       | 2 | 0 | 1 | 13-11 | 4     |
| Österrike       | 3       | 0 | 0 | 3 | 8-18  | 0     |

## Grupp C
JVM 1983 Grupp C avgjordes för första gången i Bukarest, Rumänien. Gruppen avgjordes genom att man spelade en dubbelserie där alla mötte alla två gånger och där slutsegraren i tabellen flyttades upp i B-gruppen.
C-gruppen vanns av Rumänien som flyttades upp i B-gruppen inför JVM 1984.

### Resultat
| Datum | Match                  | Res.   | Periodres. |
| ----- | ---------------------- | ------ | ---------- |
|       | Rumänien - Bulgarien   | 4 - 1  |            |
|       | Ungern - Australien    | 7 - 5  |            |
|       | Australien - Rumänien  | 2 - 10 |            |
|       | Ungern - Bulgarien     | 3 - 1  |            |
|       | Bulgarien - Australien | 4 - 1  |            |
|       | Rumänien - Ungern      | 9 - 3  |            |
|       | Bulgarien - Rumänien   | 2 - 8  |            |
|       | Australien - Ungern    | 3 - 6  |            |
|       | Rumänien - Australien  | 10 - 1 |            |
|       | Bulgarien - Ungern     | 4 - 2  |            |
|       | Australien - Bulgarien | 0 - 4  |            |
|       | Ungern - Rumänien      | 0 - 8  |            |

| JVM 1983 Grupp C | Matcher | V | O | F | Mål   | Poäng |
| ---------------- | ------- | - | - | - | ----- | ----- |
| Rumänien         | 6       | 6 | 0 | 0 | 49-9  | 12    |
| Bulgarien        | 6       | 3 | 0 | 3 | 16-18 | 6     |
| Ungern           | 6       | 3 | 0 | 3 | 21-30 | 6     |
| Australien       | 6       | 0 | 0 | 6 | 12-41 | 0     |